# (There'll Be Bluebirds Over) The White Cliffs of Dover
"(There'll Be Bluebirds Over) The White Cliffs of Dover", är en brittisk populär sång från 1941 med text av Nat Burton och musik av Walter Kent. Sången blev känd genom Vera Lynns inspelning 1942 och var en av Lynns mest kända samt en av de mest populära sångerna från andra världskriget.

## Bakgrund
Sången är skriven ungefär ett år efter att Brittiska samväldet och tyska flygplan hade kämpat över Dovers klippor i Slaget om Storbritannien (1940). Nazityskland hade vid den här tiden (1941) erövrat stora delar av Europa och bombade fortfarande Storbritannien. Men varken USA eller Sovjetunionen hade ännu anslutit sig till kriget, Storbritannien var den enda stormakt som kämpade mot Axelmakterna i Europa. 
Sångtexten hänvisar till RAF och RCAF stridspiloter (i sina blåa uniformer) som "bluebirds" och uttrycker tillförsikt till att de ska komma att segra. 
Dock lär det förmodligen aldrig flyga riktiga vilda bluebirds över Dovers vita klippor eftersom de endast förekommer i Amerika och inte är flyttfåglar.
Texten blickar fram mot en tid då kriget är över och fred ska härska över de ikoniska Dovers vita klippor, Storbritanniens symboliska gräns mot det europeiska fastlandet.

## Utdrag ur texten
| ” | There'll be bluebirds over, The white cliffs of Dover, Tomorrow, just you wait and see. There'll be love and laughter, And peace ever after. Tomorrow, when the world is free. | „ |

## Inspelningar och framföranden
Glenn Miller spelade in sången i november 1941.
Andra artister som har spelat in sången inkluderar Connie Francis, Bing Crosby, Ray Conniff, Jim Reeves, Acker Bilk och The Righteous Brothers.
Den 9 maj 2015 sjöng Elaine Paige sången på VE Day 70: A Party to Remember på Horse Guards Parade i London.